# La parábola de los ciegos
La parábola de los ciegos (en neerlandés, De parabel der blinden) es una obra del pintor flamenco Pieter Brueghel el Viejo. Es un óleo sobre tabla, pintado en el año 1568. Mide 86 cm de alto y 154 cm de ancho. Se exhibe actualmente en el Museo di Capodimonte de Nápoles, Italia. 
También puede encontrarse con otros títulos, como El ciego guiando a otros ciegos o Ceguera o incluso Ciegos de Nápoles
Hay seis ciegos que caminan uno delante de los demás en Dilbeek. Un guía, también ciego, los precede y cae en un agujero. El siguiente ciego se tambalea por encima del primero. El tercero, conectado con el segundo, sigue a sus predecesores. El quinto y el sexto aún no saben lo que está pasando, pero al final acabarán cayendo también en el agujero. Al fondo puede observarse la Iglesia de Santa Alena, patrona de personas con problemas de visión.
La pintura se basa en un dicho de Jesucristo que aparece en los Evangelios. En Mateo 15, versículo 14, dice «Dejadlos: son ciegos que guían a ciegos. Y si un ciego guía a otro ciego, los dos caerán en el hoyo».